# تپه اطراف شهر سوخته ۲۳۸
تپه اطراف شهر سوخته ۲۳۸ در شهرستان زابل، بخش شیب آب، دهستان لوتک، ۱۶/۳ کیلومتری جنوب شرقی پایگاه باستان‌شناسی شهر سوخته واقع شده و این اثر در تاریخ ۲۰ اسفند ۱۳۸۵ با شمارهٔ ثبت ۱۸۰۸۷ به‌عنوان یکی از آثار ملی ایران به ثبت رسیده است.